# Neukirch an der Thur
Neukirch an der Thur (toponimo tedesco) è una frazione del comune svizzero di Kradolf-Schönenberg, nel Canton Turgovia (distretto di Weinfelden).

## Storia

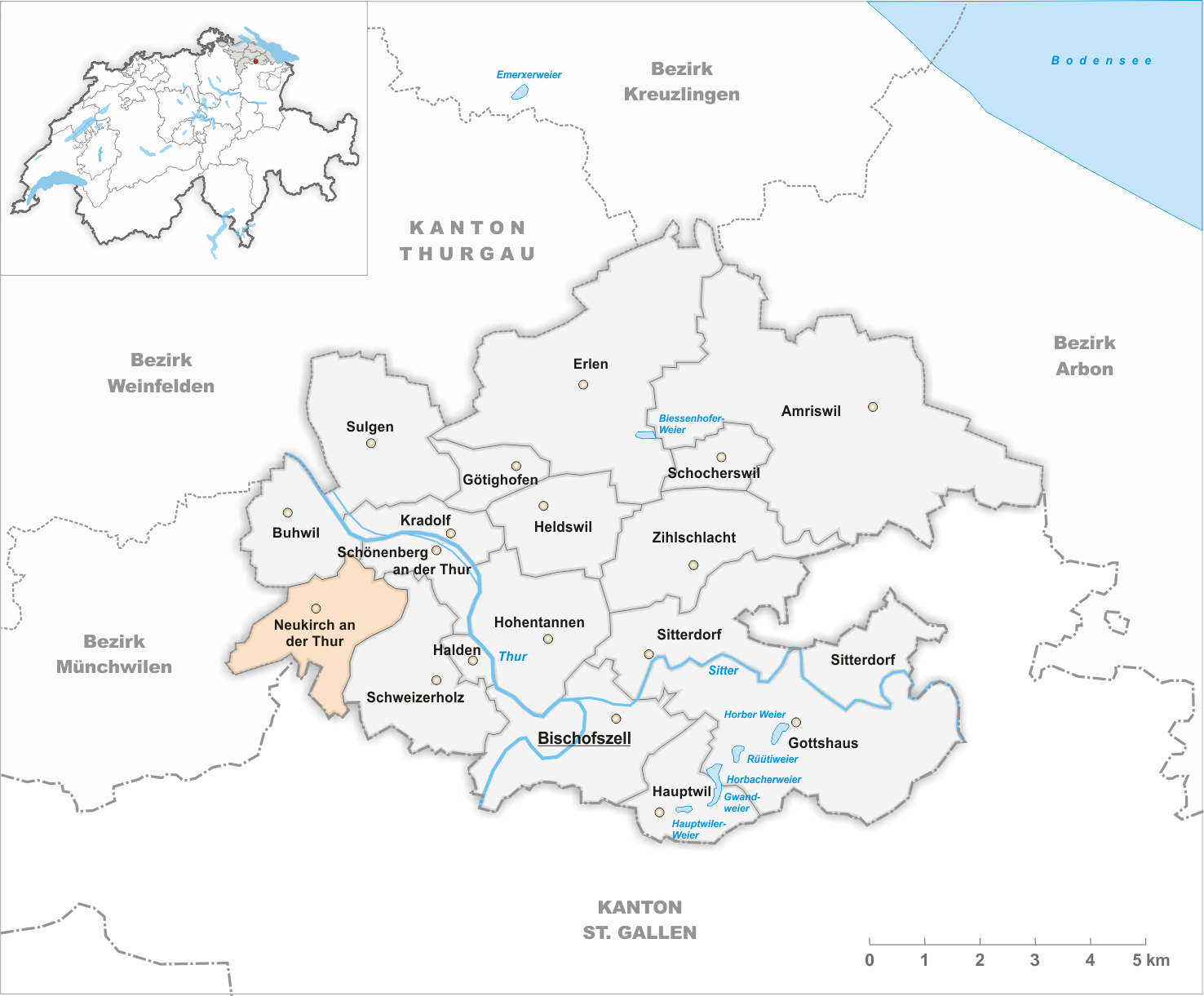
Il territorio del comune di Neukirch an der Thur prima degli accorpamenti comunali del 1996

Già comune autonomo (Ortsgemeinde e Munizipalgemeinde) che apparteneva al distretto di Bischofszell e che comprendeva anche le frazioni di Anwachs, Aspenreuti, Bühl e Olmerswil, nel 1996 è stato aggregato agli altri comuni soppressi di Buhwil, Kradolf e Schönenberg an der Thur per formare il nuovo comune di Kradolf-Schönenberg.

## Monumenti e luoghi d'interesse

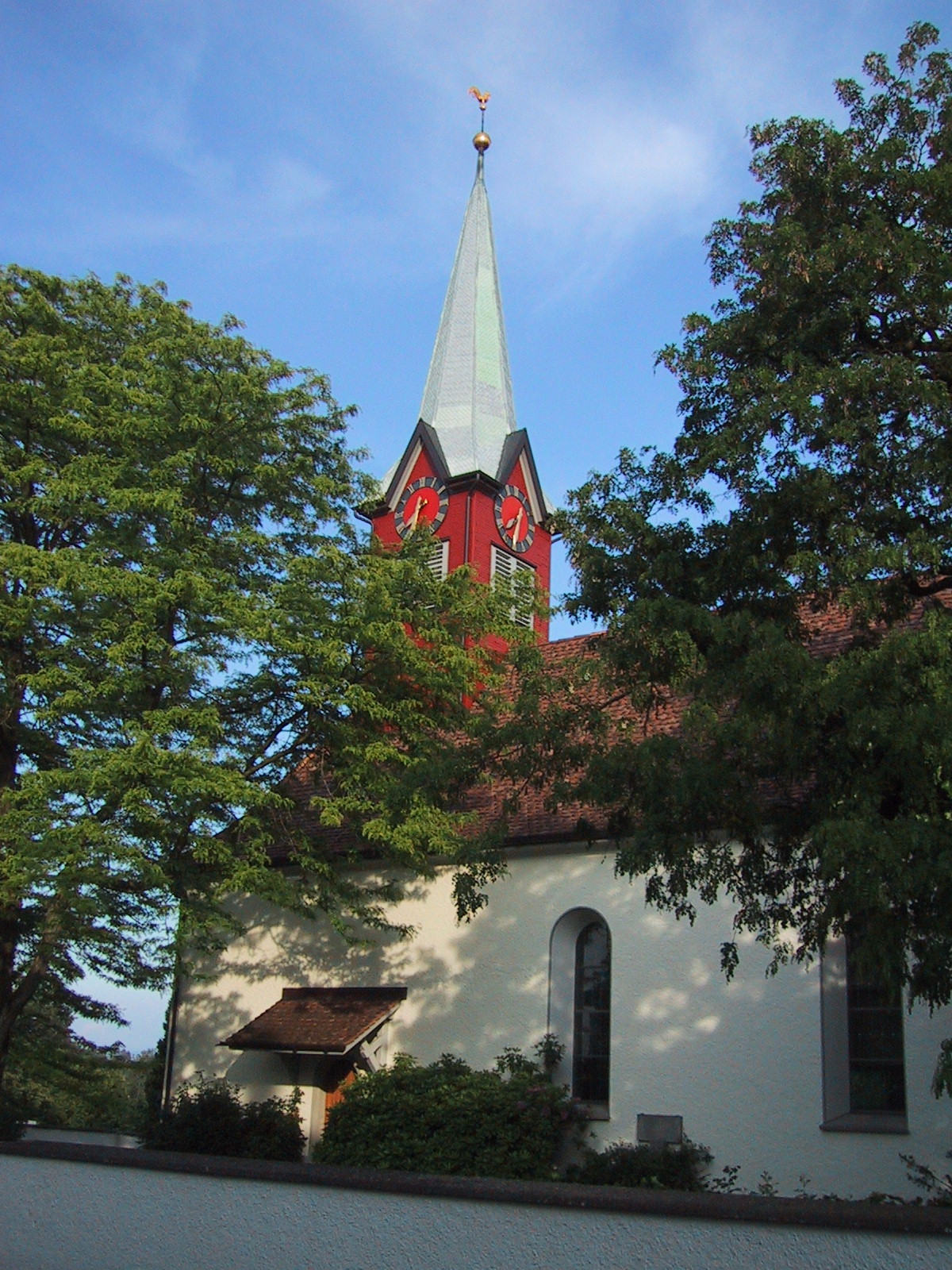
La chiesa riformata

- Chiesa riformata, eretta nel 1486[2].

## Società

### Evoluzione demografica
L'evoluzione demografica è riportata nella seguente tabella:
Abitanti censiti

## Amministrazione
Ogni famiglia originaria del luogo fa parte del cosiddetto comune patriziale e ha la responsabilità della manutenzione di ogni bene ricadente all'interno dei confini della frazione.